# Liste der namibischen Generalstaatsanwälte
Die Liste der namibischen Generalstaatsanwälte (englisch Prosecutor-General) zeigt alle Generalstaatsanwälte in der Geschichte Namibias seit Unabhängigkeit 1990 auf. Sie unterstehen dem Büro des Attorney-General.
| Nr. | Name                         | Amtsantritt | Amtsende |
| --- | ---------------------------- | ----------- | -------- |
| 1   | Hans Heyman                  | 1990        | 2004     |
|     | John Walters (kommissarisch) | 2002        | 2003     |
| 2   | Martha Imalwa                | 2004        |          |